# Васкес, Мигель
Мигель Васкес (исп. Miguel Vázquez), родился 6 января 1987 года, Гвадалахара) — мексиканский боксёр-профессионал, выступающий в полусредней (Welterweight) весовой категории. Чемпионом мира (по версии IBF, 2010—2014).

## Профессиональная карьера
Васкес дебютировал на профессиональном ринге в лёгком весе, в возрасте 18 лет. Первый поединок он провёл в январе 2006 года, против начинающего мексиканского боксёра, будущую звезду, 15-летнего Сауля Альвареса. Дебют выдался неудачным, но конкурентным. Раздельным решением победил Альварес. Следующие пять поединков Васкес также провёл против непобеждённых начинающих боксёров и всех победил по очкам. В марте 2007 года завоевал титул чемпиона штата Халиско.
27 июля 2007 года потерпел второе поражение в карьере. В бою за вакантный молодёжный титул чемпиона мира по версии WBC проиграл непобеждённому американцу, Тимоти Брэдли (20-0). В июне 2008 года снова встретился с Саулем Альваресом. В 10-раундовом бою Альварес снова победил по очкам.
В июле 2009 года сенсационно победил по очкам колумбийца Брейдиса Прейскотта, что сделало его главным претендентом на чемпионский титул по версии IBF. В августе 2010 года, в поединке за вакантный титул чемпиона мира по версии IBF, победил корейца Ким Джи Хуна и стал чемпионом мира.
27 ноября 2010 победил по очкам мексиканца Рикардо Домингеса (32-6-2). Затем Васкес победил непобеждённого австралийского боксёра Леонарда Заммевинджа (25-0).
В мае 2011 года, в промежуточном 10-раундовом бою, Мигель нокаутировал Марлона Агуилара.
Затем в январе 2012 года мексиканец победил по очкам панамца Аммета Диаса (30-10) и в третий раз защитил титул чемпиона. В июне 2012 года Васкес провёл промежуточный поединок и победил нигерийца Даниэля Атта.
В четвёртой защите титула победил по очкам соотечественника Марвина Кинтеро.
8 декабря 2012 года защитил титул в бою с филиппинцем Мерсито Гестой.
22 февраля 2014 года в Макао победил по очкам не имевшего поражений российского боксёра Дениса Шафикова. Шафиков действовал более активно, но Васкес переигрывал претендента на дистанции, а в ближнем бою постоянно входил в клинч, не давал развитию атак сопернику, и это в итоге привело к победе единогласным судейским решением.

## Таблица боёв
В таблице перечислены результаты всех поединков боксёров.
В каждой строке указан результат поединка. Дополнительно номер поединка обозначен цветом, который обозначает итог поединка. Расшифровка обозначений и цветов представлена в нижеследующей таблице.
| Пример | Расшифровка                     |
| ------ | ------------------------------- |
|        | Победа                          |
|        | Ничья                           |
|        | Поражение                       |
|        | Планируемый поединок            |
|        | Поединок признан несостоявшимся |
| КО     | Нокаут                          |
| ТКО    | Технический нокаут              |
| PTS    | Решение судей (по очкам)        |
| UD     | Единогласное решение судей      |
| MD     | Решение большинства судей       |
| SD     | Раздельное решение судей        |
| RTD    | Отказ от продолжения боя        |
| DQ     | Дисквалификация                 |
| NC     | Поединок признан несостоявшимся |

| Результат | Соперник             | Тип | Раунд, Время  | Дата             | Место боя                | Комментарии |
| --------- | -------------------- | --- | ------------- | ---------------- | ------------------------ | --- |
| 40-7      | Тулани Мбенге        | RTD | 9 (12), 3:00  | 8 декабря 2018   | Кемптон-Парк, ЮАР        | Бой за титул чемпиона мира по версии IBO в полусреднем весе.                                                         |
| 40-6      | Косме Ривера         | UD  | 10            | 13 апреля 2018   | Кульякан, Мексика        | 99-91, 100-90, 98-92.                                                                                                |
| 39-6      | Джош Тейлор          | KO  | 9 (12), 2:30  | 11 ноября 2017   | Эдинбург, Шотландия      | Бой за титул WBC Silver в первом полусреднем весе.                                                                   |
| 39-5      | Хосе Даниэль Руис    | KO  | 4 (12), 2:09  | 2 сентября 2017  | Тлакепаке, Мексика       | |
| 38-5      | Хавьер Меркадо       | UD  | 8             | 1 июля 2017      | Тонала, Мексика          | 80-77, 79-77, 80-78.                                                                                                 |
| 37-5      | Армандо Патино       | KO  | 2 (8), 2:32   | 29 апреля 2017   | Ла Барка, Мексика        | |
| 36-5      | Эрик Бон             | UD  | 10            | 28 мая 2016      | Сан-Антонио, США         | 96-94, 99-91, 97-93.                                                                                                 |
| 35-5      | Архенис Мендес       | UD  | 10            | 6 октября 2015   | Сан-Антонио, США         | 94-95, 92-97, 90-99.                                                                                                 |
| 35-4      | Джерри Белмонтес     | UD  | 10            | 13 марта 2015    | Онтэрио, США             | 99-91, 98-92, 99-91.                                                                                                 |
| 34-4      | Мики Бей             | SD  | 12            | 13 сентября 2014 | Лас Вегас, США           | 115-113, 109-119, 113-115. Потерял титул IBF в лёгком весе.                                                          |
| 34-3      | Денис Шафиков        | UD  | 12            | 22 февраля 2014  | Макао, Китай             | 119-109, 116-112, 115-113. Защитил титул IBF в лёгком весе.                                                          |
| 33-3      | Мерсито Геста        | UD  | 12            | 8 декабря 2012   | Лас-Вегас, США           | 119-109, 118-110, 117-111. Защитил титул IBF в легком весе.                                                          |
| 32-3      | Марвин Кинтеро       | SD  | 12            | 27 октября 2012  | Нью-Йорк, США            | 113-115, 116-112, 118-110. Защитил титул IBF в легком весе.                                                          |
| 31-3      | Дэниел Атта          | UD  | 10            | 16 июня 2012     | Эль-Пасо (Техас), США    | 100-90, 100-90, 100-90.                                                                                              |
| 30-3      | Эммет Диас           | UD  | 12            | 21 января 2012   | Гвадалахара, Мексика     | 120-107, 119-108, 120-107. Защитил титул IBF в легком весе.                                                          |
| 29-3      | Марлон Агилар        | KO  | 2 (10), 1:46  | 18 июня 2011     | Толука-де-Лердо, Мексика | |
| 28-3      | Леонардо Заппавинья  | UD  | 12            | 12 марта 2011    | Лас-Вегас, США           | 117-111, 118-110, 118-110. Защитил титул IBF в легком весе.                                                          |
| 27-3      | Рикардо Домингес     | UD  | 12            | 27 ноября 2010   | Тихуана, Мексика         | 120-108, 119-109, 118-110. Защитил титул IBF в легком весе.                                                          |
| 26-3      | Ким Джи Хун          | UD  | 12            | 14 августа 2010  | Ларедо (Техас), США      | 120-108, 119-109, 118-110. Выиграл вакантный титул IBF в легком весе (первый титул чемпиона мира в карьере Васкеса). |
| 25-3      | Брейдис Прескотт     | SD  | 10            | 17 июля 2009     | Парадайз (Невада), США   | 92-97, 95-94, 96-93. Васкес в нокдауне в 1 раунде.                                                                   |
| 24-3      | Антонио Валенсия     | TKO | 3 (4), 2:00   | 28 февраля 2009  | Лос-Мочис, Мексика       | |
| 23-3      | Мануэль Боканегра    | TKO | 3 (8), 2:34   | 19 декабря 2008  | Денвер, США              | |
| 22-3      | Родриго Хуарес       | UD  | 8             | 10 октября 2008  | Эрмосильо, Мексика       | |
| 21-3      | Сауль Альварес       | UD  | 10            | 28 июня 2008     | Сапопан, Мексика         | |
| 21-2      | Альдо Вальтиерра     | TKO | 11 (12), 2:31 | 5 июня 2008      | Мехико, Мексика          | Выиграл вакантный титул WBC FECARBOX в первом полусреднем весе.                                                      |
| 20-2      | Хорхе Ортис          | UD  | 8             | 2 мая 2008       | Манагуа, Никарагуа       | |
| 19-2      | Франсиско Виллануэва | UD  | 12            | 23 ноября 2007   | Гвадалахара, Мексика     | 119-108, 119-109, 119-109. Выиграл титул штата Халиско в первом полусреднем весе.                                    |
| 18-2      | Тимоти Брэдли        | UD  | 10            | 27 июля 2007     | Корона (Калифорния), США | 90-100, 91-99, 92-98. Бой за молодёжный титул WBC в первом полусреднем весе.                                         |
| 18-1      | Рейес Санчес         | UD  | 8             | 24 мая 2007      | Мехико, Мексика          | 77-75, 77-75, 77-75.                                                                                                 |
| 17-1      | Хувентино Баррера    | UD  | 12            | 30 марта 2007    | Гвадалахара, Мексика     | 116-111, 115-112, 114-113. Выиграл вакантный титул штата Халиско в полусреднем весе.                                 |
| 16-1      | Марко Назарет        | KO  | 2 (6)         | 16 марта 2007    | Гвадалахара, Мексика     | |
| 15-1      | Виктор Маркес        | KO  | 4 (10)        | 16 февраля 2007  | Гвадалахара, Мексика     | |
| 14-1      | Марио Бесерра        | KO  | 4 (6), 2:00   | 2 февраля 2007   | Гвадалахара, Мексика     | |
| 13-1      | Хуан Карио           | KO  | 1 (8)         | 19 января 2007   | Гвадалахара, Мексика     | |
| 12-1      | Хуан Хосе Гарсия     | TKO | 2 (8)         | 8 декабря 2006   | Гвадалахара, Мексика     | |
| 11-1      | Хуан Авила           | UD  | 8             | 24 ноября 2006   | Гвадалахара, Мексика     | |
| 10-1      | Хавьер Савала        | KO  | 1 (6)         | 10 ноября 2006   | Гвадалахара, Мексика     | |
| 9-1       | Франсиско Виллануэва | TKO | 4 (6)         | 27 октября 2006  | Гвадалахара, Мексика     | |
| 8-1       | Асаэль Гонсалес      | UD  | 6             | 13 октября 2006  | Гвадалахара, Мексика     | |
| 7-1       | Хосе Луис Ромеро     | TKO | 1 (6), 2:47   | 29 сентября 2006 | Тонала, Мексика          | |
| 6-1       | Леонардо Перес       | KO  | 1 (6)         | 15 сентября 2006 | Гвадалахара, Мексика     | |
| 5-1       | Бальтасар Молина     | UD  | 6             | 18 августа 2006  | Гвадалахара, Мексика     | |
| 4-1       | Альфонсо Энрике Нери | UD  | 4             | 6 июля 2006      | Мехико, Мексика          | |
| 3-1       | Ирвинг Сидарта       | UD  | 4             | 1 июня 2006      | Мехико, Мексика          | |
| 2-1       | Хавьер Прието        | UD  | 4             | 4 мая 2006       | Мехико, Мексика          | |
| 1-1       | Кристиан Хуарес      | UD  | 4             | 23 марта 2006    | Мехико, Мексика          | |
| 0-1       | Сауль Альварес       | SD  | 4             | 20 января 2006   | Гвадалахара, Мексика     | |